# Žluté registry

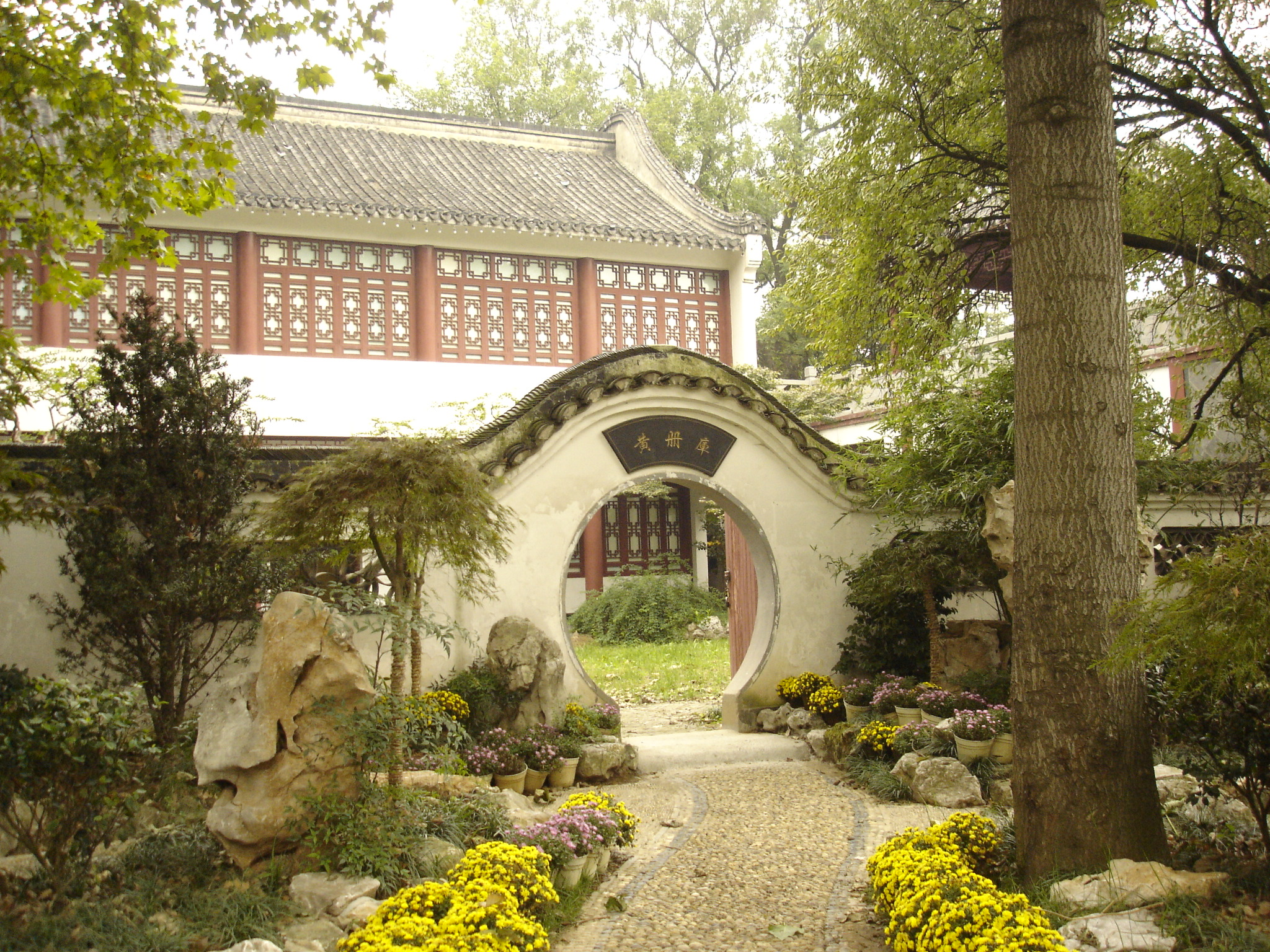
Archív Žlutých registrů na ostrově na jezeře Süan-wu v Nankingu

Žluté registry (čínsky v českém přepisu Chuang-cche, pchin-jinem Huángcè, znaky zjednodušené 黃册, tradiční 黃冊), neboli registry pro určení daní a povinných prací (fu-i cche), byly ve 14.–17. století v říši Ming soupisy daňových poplatníků, zaznamenávající pro každou rodinu její členy a pozemkové vlastnictví.

## Historie
Žluté registry byly založeny na evidenci domácností (戶, chu). Registrováni byli jak členové domácnosti (práceschopní muži, ženy i děti), tak její majetek, zejména pozemky. Uváděn byl i rozdíl proti stavu v minulém období. Takto získané seznamy domácností byly podkladem pro rozdělení domácností do skupin po stodeseti rodinách v systému li-ťia a pro rozvržení daňových povinností.
Každých deset let vláda říše Ming nechala natisknout formuláře, které rozeslala po říši, vesničtí starší, resp. vedoucí skupin deseti a stodeseti rodin systému li-ťia, byli zodpovědní za zjištění poměrů u podřízených rodin a správné vyplnění formulářů. Formuláře shromažďoval okresní úřad, který je kontroloval a srovnával se staršími sčítáními a poté odesílal vyšším instancím. Vyplněné registrační formuláře uchovávaly okresní úřady, kopie byly uloženy na úřadech prefektur, provincií a ministerstvu daní v Nankingu.
Celostátní sčítání obyvatel a vyplňování registrů proběhlo poprvé roku 1381, pak roku 1391, následující kvůli občanské válce až roku 1402 a poté pravidelně po deseti letech po celou dobu trvání říše Ming. Poslední, dvacáté sedmé, sčítání obyvatel bylo provedeno roku 1642.
Exempláře určené pro centrální archív měly žlutý přebal, od něhož vznikl název registrů, kopie uložené v regionech měly modré desky. Žluté registry ministerstvo daní uchovávalo v archívu zřízeném roku 1381 a umístěném na ostrovech na jezeře Süan-wu (v mingské době se nazývalo Chou-chu) u Nankingu. Archív časem nabyl ohromné velikosti, když po každé aktualizaci registrů po deseti letech přibylo 60 tisíc svazků dokumentů pro které bylo nutno postavit 30 nových hal. Začátkem 17. století měl celkem 667 budov a před koncem říše Ming 1,7 milionů dokumentů v 700 budovách. V bojích doprovázejících zánik říše Ming byl roku 1645 archív takřka úplně zničen.